# Théodore Guérin
Pour les articles homonymes, voir Guérin.
Théodore Guérin (Étables-sur-Mer, 2 octobre 1798 - Saint Mary-of-the-Woods (Indiana), 14 mai 1856) est une religieuse française fondatrice des sœurs de la Providence de Saint Mary-of-the-Woods et reconnue sainte par l'Église catholique.

## Enfance
Anne-Thérèse est la fille de Laurent Guérin, des Sieurs du Rocher, et de son épouse Elizabeth le Fèvre. Laurent Guérin devint officier de la Marine française sous Napoléon Bonaparte. Anne-Thérèse est née vers la fin de la Révolution française, pendant laquelle la Bretagne a été particulièrement déchirée par les luttes autour de la religion : écoles et églises avaient été fermées, et beaucoup de prêtres catholiques n'avaient le choix qu'entre l'exil et la guillotine.
Laurent et Isabelle ont eu quatre enfants, dont seules deux – Anne-Thérèse et Marie-Jeanne – sont parvenues à l'âge adulte.
Anne-Thérèse fut principalement éduquée par sa mère, à la maison. Dès l'âge de dix ans, où elle fut admise à la première communion, plus tôt que l'habitude, elle confiait au prêtre d'Étables son désir d'entrer dans une communauté religieuse.
Elle n'avait que quinze ans quand son père fut tué par des brigands en revenant chez lui. Sa mère tomba dans une profonde dépression, et c'est Anne-Thérèse qui fut la maîtresse de maison pour sa mère et sa sœur, s'occupant tout aussi bien du jardin. Ce n'est qu'à 25 ans que sa mère lui donna l'autorisation d'entrer au couvent, alors qu'Anne-Thérèse le lui avait déjà demandé cinq ans auparavant.

## Vie religieuse
Anne-Thérèse rejoint la jeune congrégation des sœurs de la Providence de Ruillé-sur-Loir. Elle prend le nom de sœur Saint-Théodore. Elle émet ses vœux simples le 8 septembre 1825, et les vœux perpétuels, qui n'étaient pas obligatoires à cette époque, le 5 septembre 1831.
Sœur Saint-Théodore est envoyée enseigner d'abord à Preuilly-sur-Claise. Là elle manque de mourir d'une maladie, probablement la variole, dont elle garde des séquelles, devant rester à la diète tout le reste de sa vie.
Le reste de son activité en France se passe à l'école paroissiale Saint-Aubin de Rennes ainsi qu'à Soulaines dans le diocèse d'Angers, où elle enseigne et visite les malades. L'inspection académique lui remet une médaille pour la féliciter de son enseignement.
En 1840, sœur Saint-Théodore est envoyée à la tête d'une mission aux États-Unis, à la demande de l'évêque français de Vincennes (Indiana), avec l'accord de sa Mère supérieure. Ne se croyant pas de taille pour la mission, elle accepte cependant, se fondant sur la règle de la congrégation : « La congrégation ayant le devoir de travailler avec zèle à la sanctification des âmes, les sœurs seront disponibles pour aller où que ce soit où l'obédience les envoie ».
Elle est morte en 1856. Elle est béatifiée en octobre 1998 à Rome par Jean-Paul II et canonisée par Benoît XVI le 15 octobre 2006.

## Sources bibliographiques
- « Anne-Thérèse Guérin (1798-1856) en religion mère Théodore », dans Hommes et destins : Amérique, volume 10, Académie des sciences d'outre-mer, 1989, p. 235.
- « Sainte Théodore, figure franco-américaine de femme dans l'Eglise », dans La Croix, 15 octobre 2006 [lire en ligne].
- Osservatore Romano, 1998, no 43, p. 3 ; et 2006, no 42, p. 1-4.
- La Documentation catholique, 1998, no 21, p. 1049.
- Prions en Église, Éditions Bayard, no 269, p. 17.
- Charles Lemarié, Les Missionnaires bretons de l'Indiana au XIXe siècle, Angers, Université catholique de l'Ouest, 1973.